# チチッパベンケイ
チチッパベンケイ（乳葉弁慶、学名：Hylotelephium sordidum）はベンケイソウ科ムラサキベンケイソウ属の多年草。別名、チチッパベンケイソウ。

## 特徴
花茎は汚赤紫色を帯び、長さは10-25cmになり斜上する。葉は茎と同じく汚赤紫色を帯び、無柄で普通互生するが稀に対生し、多肉質で厚く、形は卵形、広卵形から卵円形で、長さ2.5-4.5cm、幅1.5-3cmになる。葉先は鈍頭、基部は急に細くなって柄状になり、縁には波状またはまばらな鈍鋸歯がある。
花期は9-10月。茎の先端に散房状花序をつくり、球形に多数の5弁の花をつけ、花柄には葉状の苞がある。萼片は5個で長さ1mmの3角状卵形。花弁は長さ3.5mmあり、広楕円形で淡黄緑色になる。雄蕊は10本あり花弁より長く、葯は裂開直前に橙赤色になる。雌蕊は5個あり長さ3mmになる。

## 分布と生育環境
日本固有種で、本州の東北地方および中部地方の多雪地帯に分布し、山地の岩上、石積みの中、まれに樹上、屋根上などに生育する。

## ギャラリー
- 星形に5弁花をつける。
- 人工の石垣中に生育しているもの。
- 花柄に葉状の苞がつく。

## 変種
- オオチチッパベンケイ Hylotelephium sordidum (Maxim.) H.Ohba var. oishii (Ohwi) H.Ohba et M.Amano（シノニム：Sedum oishii Ohwi）-福島県伊達市が基準産地で、2007年レッドリストでは絶滅危惧IB類(EN)。